# Full House (koreanische Fernsehserie)
Full House (풀하우스, RR Pul-hauseu) ist eine südkoreanische Fernsehserie, bestehend aus 16 Episoden. Ausgestrahlt wurde sie zunächst 2004 beim südkoreanischen Sender KBS2, bevor sie ins asiatische Ausland exportiert wurde. Auf den Philippinen erreichte die Serie mit einer Einschaltquote von 54,5 % in der Hauptsendezeit über die Hälfte der Landeshaushalte und gilt in dem Land als eine der zehn erfolgreichsten Asianovelas.

## Handlung
Nachdem Han Ji-eun von einem China-Kurztrip zurückkommt, für den ihre Freunde bezahlt haben, stellt sie fest, dass diese so genannten Freunde dies nur getan haben, um ihr Haus, das ihr verstorbener Vater hinterlassen hat, zu verkaufen und mit dem Geld zu verschwinden. Gekauft hat es der berühmte Schauspieler Lee Young-jae, den sie zufällig während ihres China-Aufenthaltes kennengelernt hat. Durch einige wirre Umstände enden die beiden in einem Vertrag, durch den sie sich für sechs Monate vor der Öffentlichkeit als verheiratetes Paar ausgeben müssen. Unter der Voraussetzung, dass Ji-eun alle Hausarbeit erledigt, erhält sie dafür nach sechs Monaten ihr ehemaliges Eigentum zurück.
Trotz ihrer anfänglichen Abneigung lernen die beiden, gemeinsam unter einem Dach zu leben, doch die Situation wird kompliziert, als Ji-eun feststellt, dass sie sich zu Young-jae hingezogen fühlt. Der ist jedoch unsterblich in die hübsche Designerin Hye-won verliebt. Als dann auch noch Young-jaes Freund Min-hyuk Interesse an Ji-eun zeigt, scheint es unmöglich, den Vertrag die vollen sechs Monate durchzuhalten.